# Getta tica
Getta tica là một loài bướm đêm thuộc họ Notodontidae. Nó được tìm thấy ở Panama và Costa Rica.

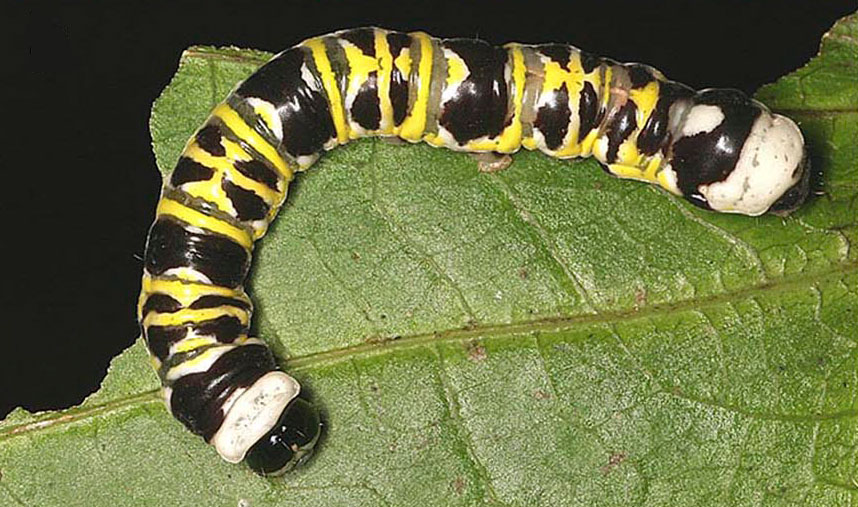
Ấu trùng

Ấu trùng ăn Passiflora tica.